# Harvey Pitt
Harvey Lloyd Pitt (* 28. Februar 1945 in Brooklyn, New York City; † 30. Mai 2023 in Washington, D.C.) war ein US-amerikanischer Hochschullehrer und Politiker der Republikanischen Partei, der zwischen 2001 und 2003 Vorsitzender der US-Börsenaufsichtsbehörde SEC (Securities and Exchange Commission) war.

## Leben
Pitt begann nach dem Abschluss der Stuyvesant High School in New York 1961 zunächst ein grundständiges Studium am Brooklyn College, das er 1965 mit einem Bachelor of Arts (B.A.) beendete. Ein darauf folgendes postgraduales Studium der Rechtswissenschaften an der St. John’s University schloss er 1968 mit einem Juris Doctor (J.D.) ab.  Im Anschluss begann er seine berufliche Laufbahn bei der US-Börsenaufsichtsbehörde SEC und wurde 1975 mit 30 Jahren deren jüngster Chefrechtsberater (General Counsel).
Neben seiner Tätigkeit für die SEC nahm er 1974 eine Professur an der George Washington University und lehrte dort bis 1982. Daneben war er von 1975 bis 1984 außerplanmäßiger Professor (Adjunct Professor) für Rechtswissenschaften an der Georgetown University sowie 1983 bis 1984 auch Professor an der University of Pennsylvania.
Am 3. August 2001 wurde Pitt von US-Präsident George W. Bush als Nachfolger von Arthur Levitt zum Vorsitzenden der Securities and Exchange Commission SEC ernannt, der Bankenaufsichtsbehörde der USA. Diese Funktion bekleidete er bis zum 17. Januar 2003 und wurde danach durch William H. Donaldson abgelöst.

## Veröffentlichungen
- Practical Securities Law, 1979
- SEC Enforcement Actions, 1980
- Evolving Financial Services Industry, 1985
- Acquisitions of U.S. Companies, 1987
- The Law of Financial Services, 1988
- Pitt on Corporate Control (B1-1311), 1988
- 28th Annual Institute on Securities Regulation, 1996